# Wyoming Highway 35
Der Wyoming Highway 35 (kurz: WYO 35) ist eine 1,74 km lange State Route im US-Bundesstaat Wyoming, die in Cowley im Big Horn County verläuft.

## Streckenverlauf
Der Wyoming Highway 35 beginnt an der Kreuzung mit U.S. Highway 310 und Wyoming Highway 789 am westlichen Ortsende von Cowley. Von dort aus führt die Straße für 1,74 km durch das Bighorn Basin nach Süden, überquert Zuggleise und wird zur Big Horn County Road R7, die parallel zu US310/WYO789 in Richtung Lovell verläuft.

## Belege
1. ↑  AARoads: Wyoming State Route Log: 1 through 99. Abgerufen am 3. Oktober 2021 (amerikanisches Englisch).